# Garten der Zerstreuung

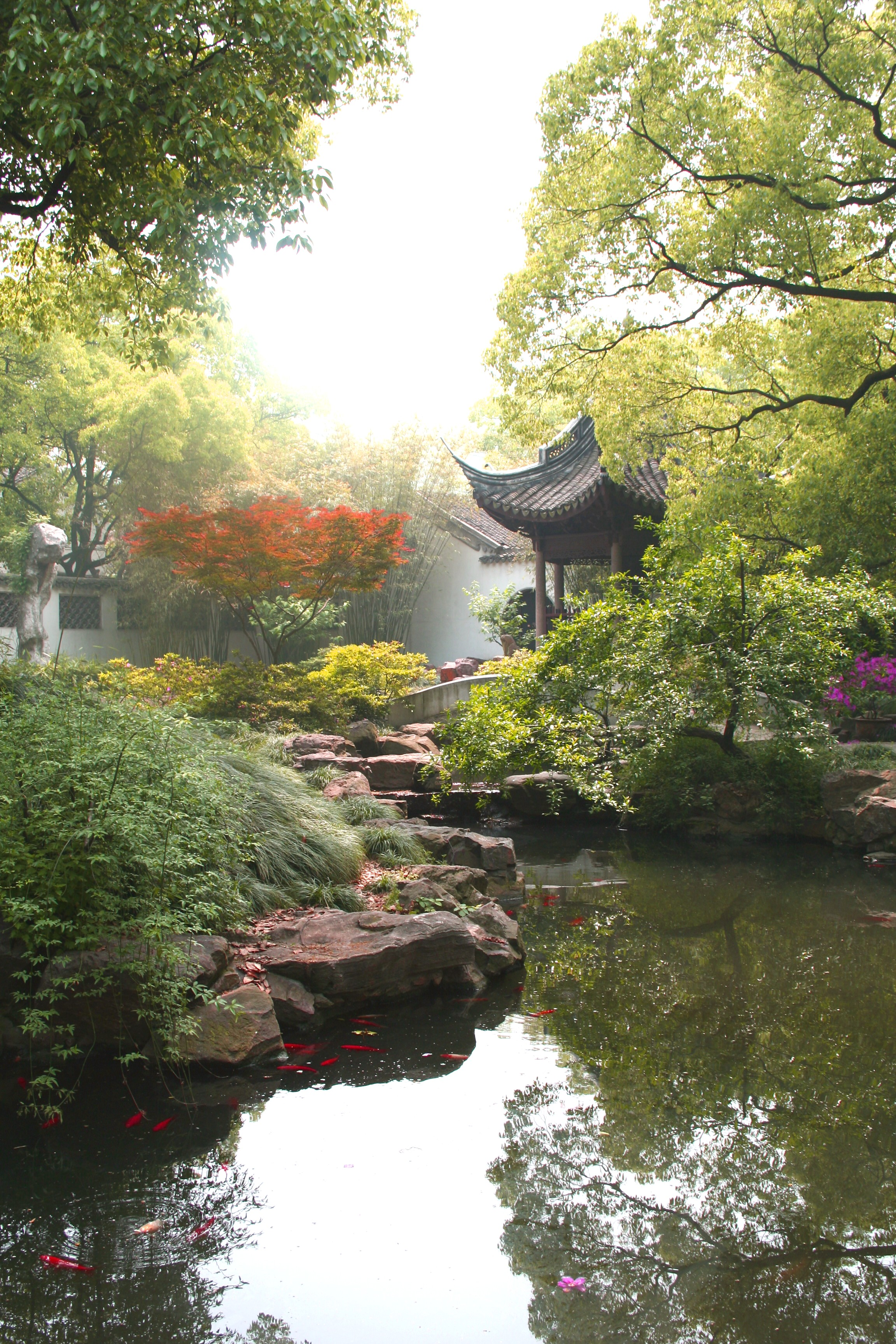
Jichang-Garten

Lage der Stadt Wuxi in der Provinz Jiangsu

Der Garten der Zerstreuung bzw. Garten der Ergötzung oder Jichang-Garten (chinesisch 寄畅园, Pinyin Jìchàng yuán) in Wuxi, Provinz Jiangsu, China, ist einer der berühmtesten Privatgärten Südchinas und wurde ungefähr in den Jahren 1506–1521 in der Zeit der Ming-Dynastie als Wohnsitz einer Familie angelegt. Der Kaiser Qianlong schätzte diesen Garten so sehr, dass er nach diesem Vorbild den "Garten der Harmonischen Stimmung" im heutigen Sommerpalast in Peking anlegen ließ.
Der Garten hat eine schmale, längliche Form und umfasst etwa 9900 Quadratmeter. Westlich und südlich ist der Garten von zwei Bergen eingerahmt; die Quellen des einen Berges sammeln sich im See der „Zusammengeflossenen Brokatwellen“, der das Zentrum des Gartens bildet. Durch die Einbeziehung der beiden Berge in die Gartengestaltung verschmelzen die vom Menschen geschaffene Szenerie und die natürliche Landschaft zu einem harmonischen Ganzen. 
Die meisten Gebäude sind heute nicht mehr vorhanden. Erhalten geblieben ist  u. a. das Gebäude „Brüstung des Wissens um die Fische“, das auf drei Seiten vom Wasser umgeben ist und das Gegenstück ist zu einer Gruppe von Steinen, dem sogenannten „Strand der Kranichschritte“, die vom anderen Ufer her ins Wasser ragen. Die Anlage ist so gewählt, dass die Szenerie den Eindruck von Tiefe und Ferne erweckt. 
Am Westufer des Teiches liegt ein künstlich geschaffener Berg, der die Silhouette eines Berges der Umgebung aufgreift. Diesen künstlichen Berg schneidet eine aus Kalkstein gebildete, gewundene Schlucht so tief ein, dass sie ein Mensch passieren kann, ohne von außen gesehen zu werden. Die Schlucht begleitet einen Wasserlauf mit kleinen Wasserfällen. Nach dessen plätschernden Geräuschen heißt die Schlucht auch „Schlucht der Acht Klänge“.
Der Garten steht seit 1988 auf der Liste der Denkmäler der Volksrepublik China (3-93).